# San Diego Country Estates (Kalifornija)
San Diego Country Estates je naseljeno područje za statističke svrhe u američkoj saveznoj državi Kalifornija. Prema popisu stanovništva iz 2010. u njemu je živjelo 10.109 stanovnika.